# Iowa Park
Iowa Park ist eine Stadt im Wichita County im US-Bundesstaat Texas der Vereinigten Staaten. Das U.S. Census Bureau hat bei der Volkszählung 2020 eine Einwohnerzahl von 6.535 ermittelt.

## Geographie
Die Stadt liegt acht Kilometer westlich von Wichita Falls im Norden von Texas, ist von der Grenze zu Oklahoma etwa zehn Kilometer entfernt und hat eine Gesamtfläche von 10,4 km², davon 1,0 km² Wasserfläche.

## Geschichte
Der Ort wurde 1888 als Daggett Switch an der Linie der Fort Worth and Denver City Railway gegründet. Siedler aus Iowa gaben dem Ort seinen Namen nach ihrer Herkunft.

## Demografische Daten
Nach der Volkszählung im Jahr 2000 lebten hier 6.431 Menschen in 2.460 Haushalten und 1.867 Familien. Die Bevölkerungsdichte betrug 682,1 Einwohner pro km². Ethnisch betrachtet setzte sich die Bevölkerung zusammen aus 95,96 % weißer Bevölkerung, 0,26 % Afroamerikanern, 1,09 % amerikanischen Ureinwohnern, 0,37 % Asiaten, 0,03 % Bewohnern aus dem pazifischen Inselraum und 0,90 % aus anderen ethnischen Gruppen. Etwa 1,38 % waren gemischter Abstammung und 3,58 % der Bevölkerung waren spanischer oder lateinamerikanischer Abstammung.
Von den 2.460 Haushalten hatten 37,1 % Kinder unter 18 Jahre, die im Haushalt lebten. 60,7 % davon waren verheiratete, zusammenlebende Paare. 11,2 % waren allein erziehende Mütter und 24,1 % waren keine Familien. 21,5 % aller Haushalte waren Singlehaushalte und in 9,3 % lebten Menschen, die 65 Jahre oder älter waren. Die Durchschnittshaushaltsgröße betrug 2,59 und die durchschnittliche Größe einer Familie belief sich auf 3,02 Personen.
27,5 % der Bevölkerung waren unter 18 Jahre alt, 8,4 % von 18 bis 24, 28,4 % von 25 bis 44, 21,8 % von 45 bis 64, und 14,0 % die 65 Jahre oder älter waren. Das Durchschnittsalter war 37 Jahre. Auf 100 weibliche Personen aller Altersgruppen kamen 92,4 männliche Personen. Auf 100 Frauen im Alter von 18 Jahren und darüber kamen 89,2 Männer.

Das jährliche Durchschnittseinkommen eines Haushalts betrug 40.725 USD, das Durchschnittseinkommen einer Familie 45.199 USD. Männer hatten ein Durchschnittseinkommen von 31.372 USD gegenüber den Frauen mit 21.237 USD. Das Prokopfeinkommen betrug 16.882 USD. 10,0 % der Bevölkerung und 7,1 % der Familien lebten unterhalb der Armutsgrenze. Davon waren 18,4 % Kinder und Jugendliche unter 18 Jahren und 6,3 % waren 65 oder älter.